# Əmbərçay
Əmbərçay è un comune dell'Azerbaigian situato nel distretto di Qax. Conta una popolazione di 531 abitanti.